# پل غدیر
پل غدیر جدیدترین پل ساخته شده بر روی زاینده رود در محدوده شهر اصفهان است و بزرگراه کمربندی اصفهان از روی آن عبور می‌کند. این پل در حد فاصل «پل بزرگمهر» در غرب و پل شهرستان در شرق قرار دارد و بزرگراه صیاد شیرازی در شمال زاینده رود را به بزرگراه همت در جنوب این رود پیوند می‌دهد. ساخت این پل در سال ۱۳۷۶ توسط شرکت دقیق و با حمایت شهرداری اصفهان صورت گرفت و در سال ۱۳۷۹ افتتاح گردید.